# خروف دال
خروف دال (الاسم العلمي: Ovis dalli) نوع من الخراف متوطن في شمال غرب أمريكا الشمالية، لونه يتراوح من الأبيض إلى البني، قرونه بنية مصفرة منحنية.

## اقرأ كذلك
- قائمة مزدوجات الأصابع حسب العدد